# Xicots de Vilafranca
La Colla de Castellers Xicots de Vilafranca és una colla castellera de Vilafranca del Penedès fundada l'any 1982. Actualment formen part de la Colla més de dos-cents cinquanta castellers i castelleres.
La millor actuació de la història dels Xicots de Vilafranca està composta pel 3 de 9 f carregat, el 5 de 8, el 4 de 8, i el Vano de 5 realitzats la Diada del Roser el 31 d'octubre de 2015, en el que va ser la primera vegada que unien el 3 de 9 amb folre i la Catedral. La segona millor actuació de la història dels Xicots de Vilafranca també va ser realitzada el mateix any, està composta pel 3 de 9 f carregat, la torre de vuit amb folre, el 4de8, i el pilar de 5, realitzats per la Vigília de la Festa Major de Vilafranca el 29 d'agost de 2015, quan van carregar el primer castell de nou de la colla, després que el 2005 i el 2014 l'intentessin sense sort.
El sostre de la colla, el 3 de 9 amb folre, carregat un any abans, va ser descarregat finalment la diada de vigília de Festa Major del 2016. A la mateixa diada van descarregar el 2 de 8 amb folre i el 4 de 8.
Un any després, amb motiu de la Festa Major de la Granada, descarregarien per primera vegada el 4 de 9 amb folre. La Festa Major de Vilafranca del Penedès del 2017 va veure com en la primera ronda de la Diada de Vigília els Xicots descarregaven el segon 4 de 9 amb folre de la seva història. El primer a Vilafranca. El van acompanyar també del primer 7 de 8 descarregat del seu historial, completat en el primer intent de la colla. També van desmuntar dos peus del 3 de 9 amb folre, i van descarregar el 3 de 8.

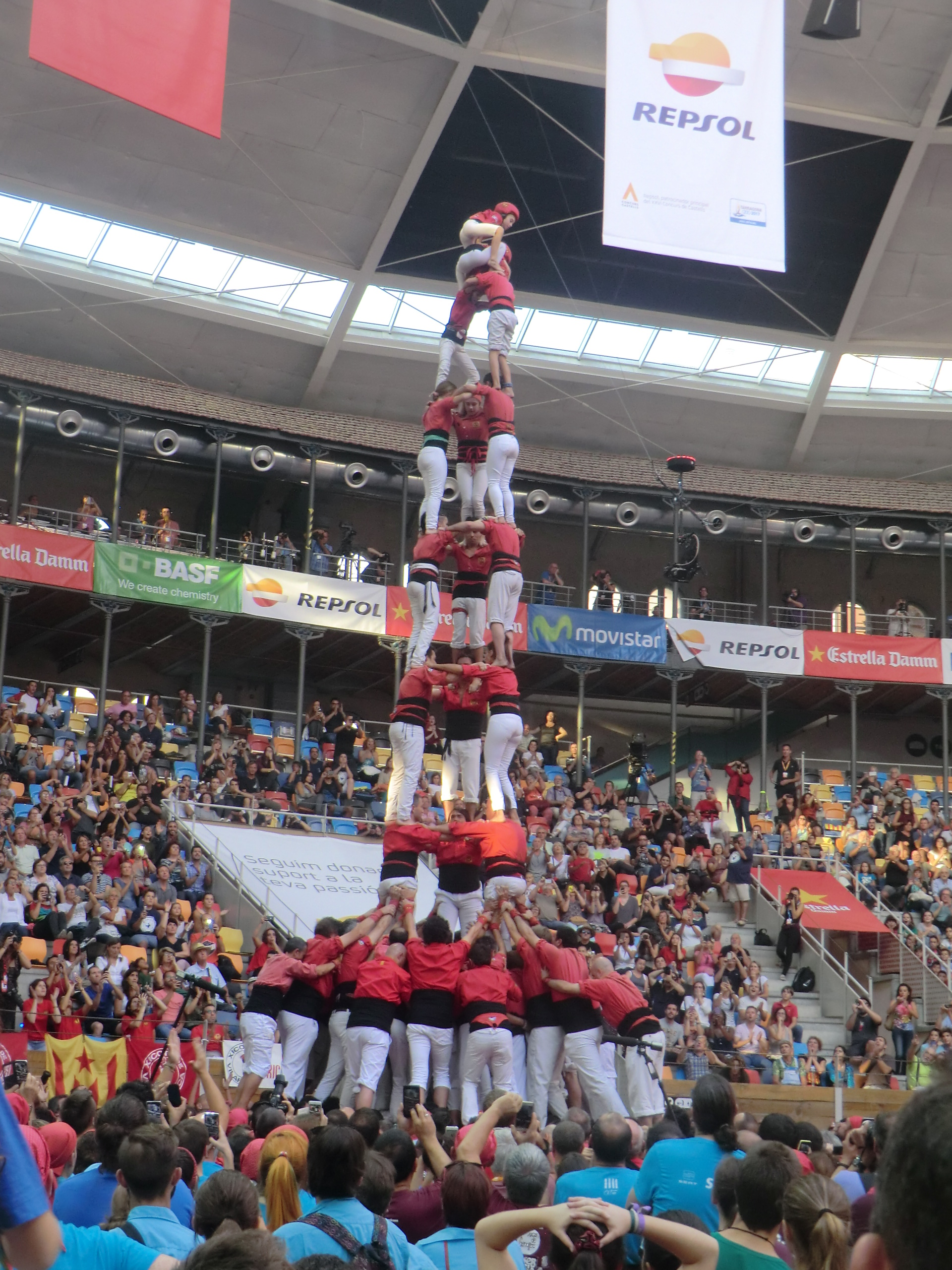
3 de 9 amb folre carregat. Concurs de castells 2016

## Història
Els Xicots de Vilafranca varen començar els seus assajos la tardor del 1981 i es presentaren oficialment per la Diada Nacional de Catalunya, l'11 de setembre del 1982. Ja durant la primera temporada descarregaren castells de gamma 7, com el 3 de 7 i el pilar de 5.
Tanmateix, la situació anà millorant amb els anys, arribant el 1994, on tornaren a descarregar el 4 de 7, el 3 de 7 i la torre de 6, castells de la gamma de 7. Seguint la progressió, l'any 1996 s'inaugurà el primer local social de la colla, fet que acabà d'ajudar impulsant socialment la colla. Els fruits d'aquestes millores no tardaren a arribar, ja que dos anys després, els Xicots de Vilafranca carregaven el seu primer 4 de 8 el 29 d'agost de 1998 i dies més tard la primera torre de 7.
L'any 2000, s'inaugurà el que avui continua sent el local social dels Xicots, «Cal Noi-Noi». El nom és tal com es coneixia popularment a principis del segle xx la taverna del Museu de Vilafranca, que fou un nucli dinamitzador de la vida castellera a la vila. Amb la inauguració del local-talismà, els Xicots no han deixat de descarregar castells de gamma de 8, l'any 2000 carregaren el primer 3 de 8 i la primera torre de 8 amb folre, castell que han anat repetint des de l'any 2000.
L'any 2007, continua sent un any positiu, tant en l'àmbit social com casteller, amb el punt àlgid del 28 d'octubre, on descarregaren la torre de 8 amb folre, el 3 de 8, el 4 de 8 i carreguen el pilar de 6.

## Participacions en el concurs de Castells de Tarragona
| Resultat              |
| --------------------- |
| Descarregat (D)       |
| Carregat (C)          |
| Intent (I)            |
| Intent desmuntat (ID) |

Des de la seva fundació, els Xicots han actuat a totes les edicions del concurs, a excepció de 1992 i 1998, aconseguint el seu millor resultat amb la cinquena posició de 1988. Les dades de la taula són una recopilació de les pàgines dels respectius concursos publicades en aquesta Viquipèdia, l'enllaç als respectius concursos es troben a la columna esquerra de la taula.
| Edició | Any  | Rondes              | Rondes               | Rondes                 | Rondes              | Rondes              | Puntuació | Pos./Particip. |
| Edició | Any  | 1a                  | 2a                   | 3a                     | 4a                  | 5a                  | Puntuació | Pos./Particip. |
| ------ | ---- | ------------------- | -------------------- | ---------------------- | ------------------- | ------------------- | --------- | -------------- |
| IX     | 1982 | 2 de 6              | 3 de 7               | P de 5                 | 4 de 7(c)           | —                   | 228       | 14/20          |
| X      | 1984 | 2 de 7(i)           | 3 de 7               | 4 de 7 amb l'agulla(i) | 4 de 7              | 2 de 6              | 248       | 13/17          |
| XI     | 1986 | 4 de 7a             | 3 de 7               | 5 de 7(i)              | 4 de 7              | 5 de 7(i)           | 412       | 9/14           |
| XII    | 1988 | 5 de 7              | 2 de 7(c)            | P de 6(i)              | P de 6(c)           | —                   | 692       | 5/18           |
| XIII   | 1990 | 2 de 6(i)           | 2 de 6               | 3 de 7(i)              | 4 de 7(i)           | —                   | 0         | 12/12          |
| XV     | 1994 | 4 de 7              | 2 de 6               | 3 de 7                 | —                   | —                   | 248       | 19/23          |
| XVI    | 1996 | 4 de 7 amb l'agulla | 5 de 7(i)            | 3 de 7                 | 2 de 7(i)           | 2 de 7(i)           | 292       | 18/18          |
| XVIII  | 2000 | 2 de 7              | 4 de 8               | 3 de 8(c)              | 2 de 8 amb folre(c) | —                   | 1.003     | 8/18           |
| XIX    | 2002 | 2 de 7              | 4 de 8(c)            | 2 de 8 amb folre(c)    | 3 de 8(i)           | 5 de 7              | 898       | 8/18           |
| XX     | 2004 | 4 de 8              | 3 de 8(c)            | 2 de 8 amb folre(i)    | 2 de 7              | —                   | 916       | 9/18           |
| XXI    | 2006 | 4 de 8              | 2 de 8 amb folre(c)  | 3 de 8                 | —                   | —                   | 1.068     | 7/18           |
| XXII   | 2008 | 4 de 8              | 5 de 7               | 2 de 7(c)              | —                   | —                   | 682       | 10/18          |
| XXIII  | 2010 | 4 de 8              | 2 de 8 amb folre(c)  | 5 de 7                 | —                   | —                   | 804       | 10/14          |
| XXIV   | 2012 | 4 de 8              | 3 de 8               | 2 de 8 amb folre       | —                   | —                   | 1.389     | 14/32          |
| XXV    | 2014 | 3 de 8              | 2 de 8 amb folre     | 4 de 8                 | 5 de 8(i)           | -                   | 1.635     | 14/41          |
| XXVI   | 2016 | 2 de 8 amb folre    | 3 de 9 amb folre(c)  | 5 de 8(c)              | -                   | -                   | 2.270     | 9/45           |
| XXVII  | 2018 | 3 de 8              | 4 de 9 amb folre (i) | 2 de 7                 | 4 de 8(c)           | -                   | 1.855     | 16/42          |
| XXVIII | 2022 | 7 de 7              | 5 de 7               | 4 de 8(id)             | 4 de 8(id)          | 4 de 7 amb l'agulla | 1.200     | 24/41          |
| XXIX   | 2024 | 5 de 7              | 4 de 8               | 3 de 8(c)              | -                   | -                   | 1.665     | 21/41          |

- Les puntuacions han sigut actualitzades a les del darrer Concurs de Castells.